# Eleutheronema tetradactylum

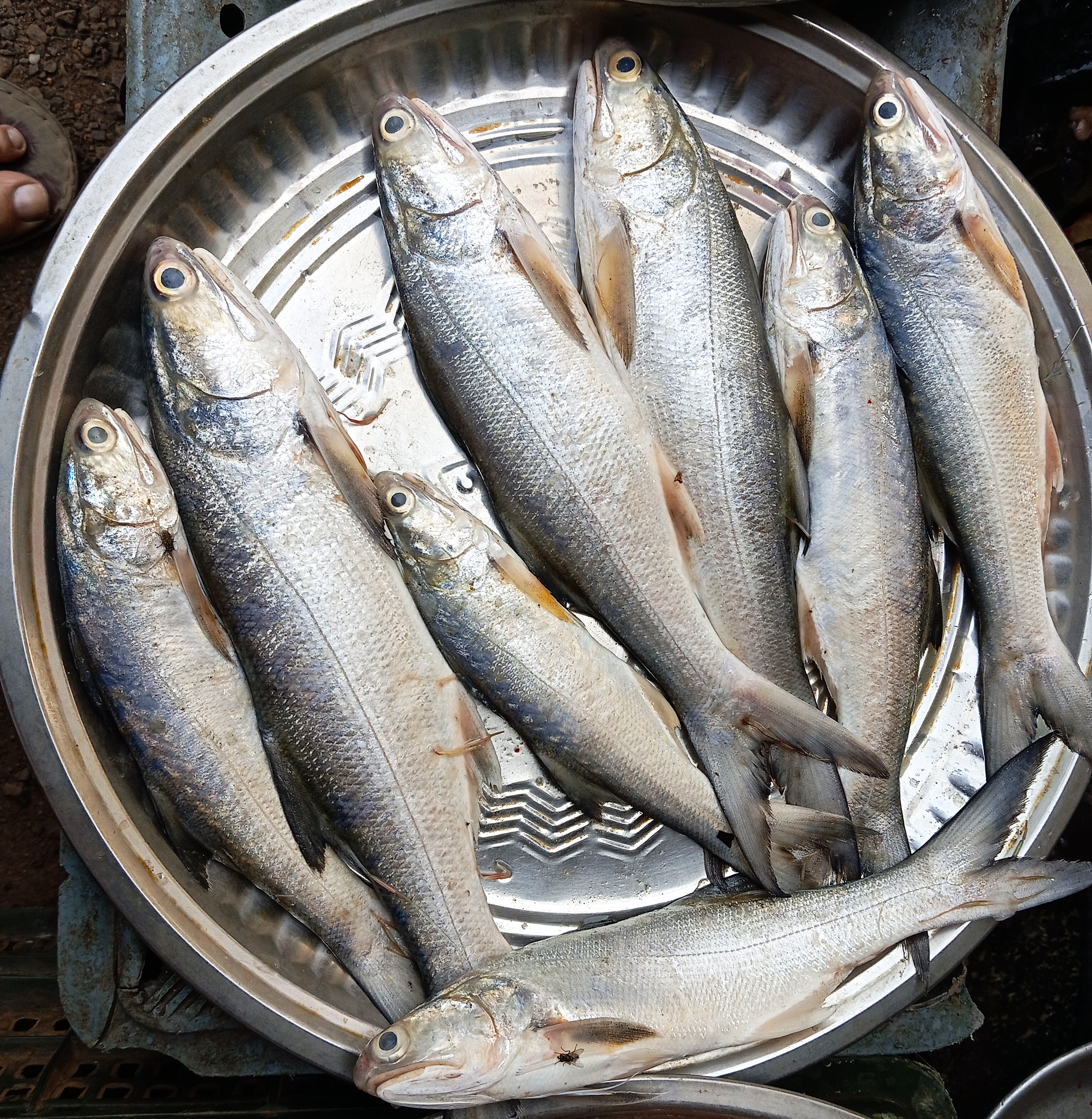
Salmó indi (Eleutheronema tetradactylum), Calcuta, Bengala Occidental, Índia

Eleutheronema tetradactylum és una espècie de peix pertanyent a la família dels polinèmids
present des del golf Pèrsic fins a Papua Nova Guinea
i el nord d'Austràlia. És reemplaçat per Eleutheronema rhadinum a l'Àsia Oriental (el Japó, la Xina i el Vietnam).
És un peix d'aigua dolça (entra als rius durant l'hivern),
salabrosa i marina; pelàgic-nerític; amfídrom i de clima tropical (32°N-26°S, 47°E-154°E), el qual viu entre 0-23 m de fondària sobre fons fangosos i costaners. Els joves viuen als estuaris.
Pot arribar a fer 200 cm de llargària (normalment, en fa 50) i 145 kg de pes. Té 9 espines i 13-15 radis tous a l'aleta dorsal i 3 espines i 14-16 radis tous a l'anal. Té 4 filaments pectorals. Té les membranes de les aletes de color groc.
És hermafrodita.
Les larves (entre 7 i 30 mm) es nodreixen sobretot de copèpodes i de Mysida i, també, de larves de gambes. Els joves (entre 31 i 60 mm) mengen gambes i Mysida.
Els exemplars adults s'alimenten de gambes, peixos (Mugilidae, Engraulidae i Sciaenidae) i, de tant en tant, poliquets.
A Austràlia és depredat per la barramunda catàdroma (Lates calcarifer), Centropomidae, d'altres polinèmids, el cocodril marí (Crocodylus porosus), taurons i rajades.
És inofensiu per als humans i es comercialitza fresc, congelat, assecat o en salaó.